# Пойма (река)
По́йма (до 1972 года — река Адими) — река на Дальнем Востоке России, в Хасанском районе Приморского края.
Река берёт начало у южного склона горы Лесозаготовительной, в верховьях течёт на юг, затем поворачивает на юго-восток и впадает в бухту Баклан залива Петра Великого Японского моря. Общая длина около 44 км, площадь водосборного бассейна — 274 км.
Основные притоки: Малая Пойма, Школьная, Мутная.
В нижнем течении река Пойма образует обширный лагунно-эстуарный комплекс с многочисленными песчаными пляжами, старицами и озёрами на побережье бухты Баклан (историческое наименование — Маньчжур) к югу от центра Хасанского района пос. Славянка.
Долина реки Пойма — крупнейшая в районе рекреационная зона, на которой в летний период отдыхает несколько десятков тысяч дальневосточников.
Аборигенное наименование Адими, вероятнее всего, тунгусо-маньчжурское, встречается в топонимике рек и бухт также в северной части Приморского края. На территории Хасанского района ряд рек имеет сходные аборигенные топонимы: Сидими (после переименования — Нарва), Хэдими (после переименования — Гладкая). Озеро Птичье на юге района имеет аборигенное наименование Тальми. Таким образом, «ми» в наименованиях всегда означает водный объект.
В период с переселения корейцев на территорию Хасанского (тогда — Посьетского) района в 1890-е годы до выселения корейцев после японо-советского конфликта у озера Хасан в 1939 году существовали корейские села Адими и Нижнее Адими.
Нижнее Адими сегодня — малый населённый пункт на автодороге Раздольное — Хасан с наименованием Ромашка.
Российские корейцы заселяли преимущественно территории традиционного хозяйственного пользования, поэтому корейское расселение повторяет маньчжуро-тунгусское, существовавшее до прихода русских поселенцев в течение многих столетий. На реке Пойма многочисленны артефакты культуры «ракушечных куч» (янковской культуры) раннего железного века.